# Melides
Melides ist eine portugiesische Gemeinde (Freguesia) im Kreis Grândola mit einer Fläche von 155,2 km² und 1459 Einwohnern (Stand 19. April 2021). Das Dorf Melides liegt ca. 8 km vom Strand des Atlantischen Ozeans und ca. 20 km von der Kreishauptstadt Grândola entfernt.
Melides hat einen noch gut erhaltenen alten Dorfkern mit der kleinen traditionellen Kirche S. Pedro aus dem 18. Jahrhundert. Melides ist so wie auch der Nachbarort Vila Nova de Santo André bekannt für seine Fischerei und den Verkauf von Frischfisch in der kleinen Markthalle in der Dorfmitte. An der Ortseinfahrt befindet sich in einer Senke das alte Quellenhaus der Fonte dos Olhos. Hier tritt einer kleinen Fluss aus einer Quelle, der die Region auch im Hochsommer mit frischem Wasser versorgt. Der Fluss führt in eine strandnahe Lagune (Lagoa de Melides).
Rings um das Dorf und in den umliegenden Bergen befinden sich viele Sommerhäuser, die hauptsächlich in der Hochsaison bewohnt sind. Es gibt in Melides mehrere Restaurants so wie auch verschiedene private Ferienunterkünfte, zwei große Campingplätze und bewachte Strände an der Flussmündung und im Gebiet von Aberta Nova und Galé.

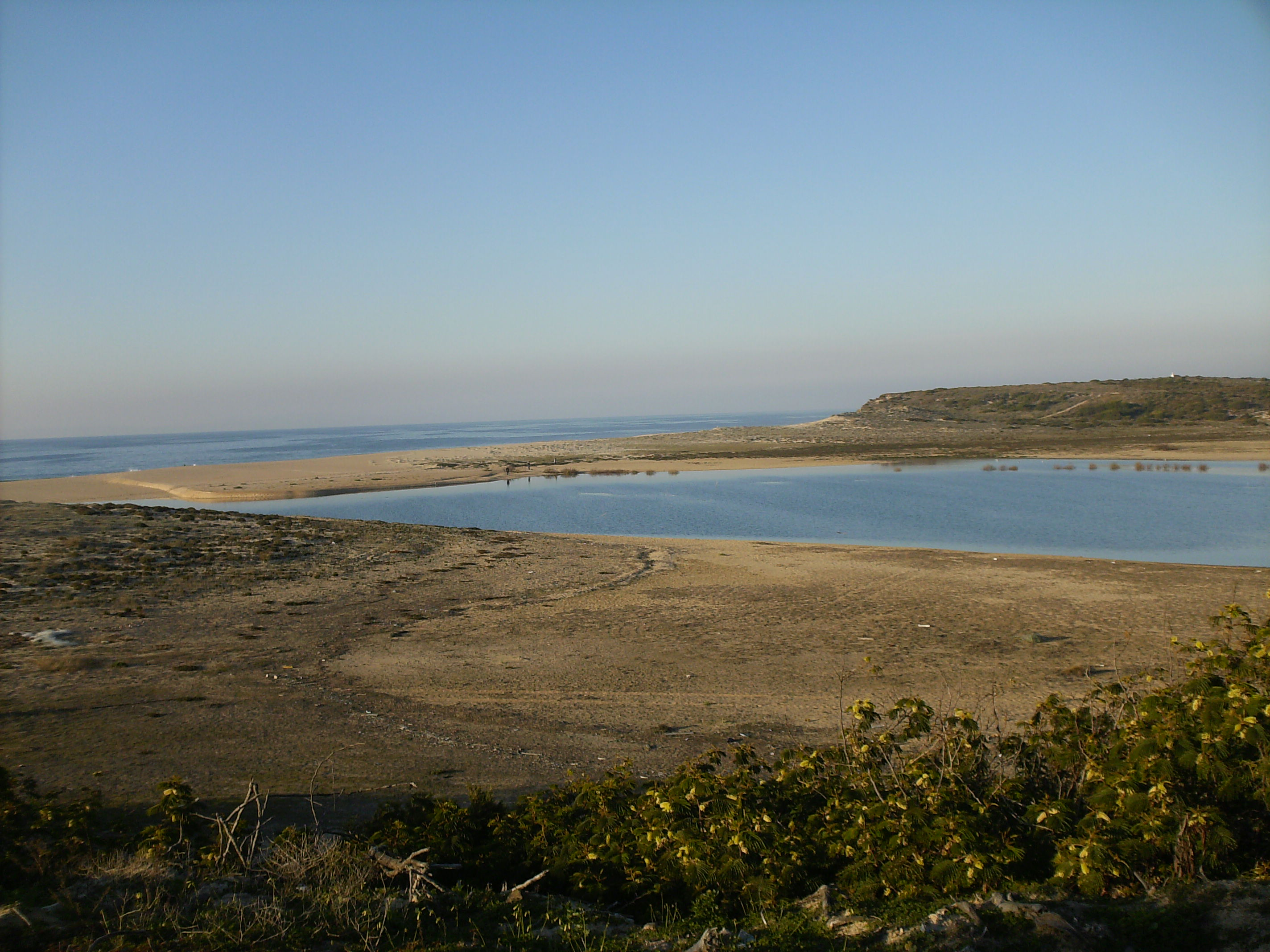
Flussmündung (Lagoa de Melides) und Strand von Melides
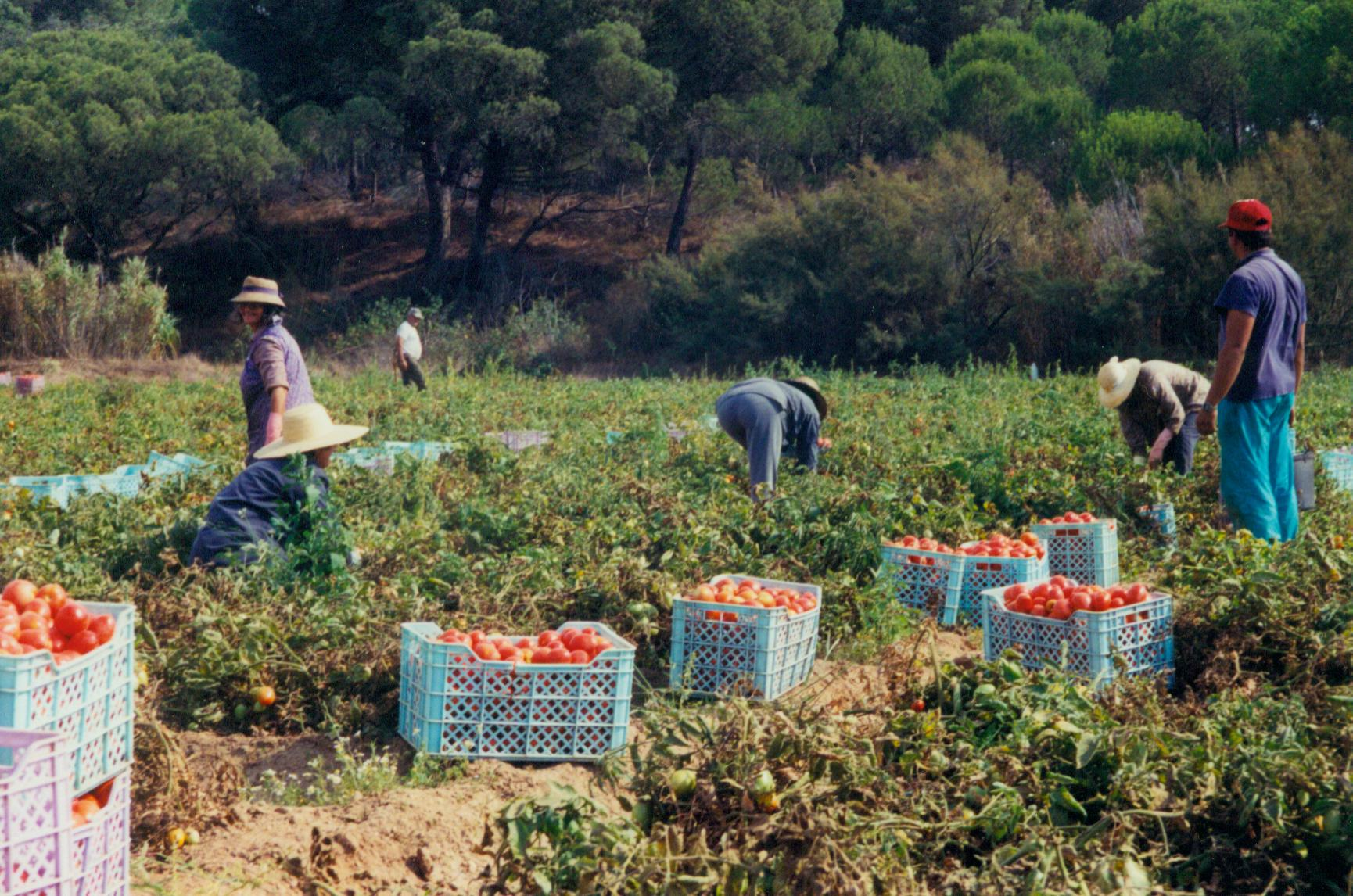
Melides ist bekannt für den Tomatenanbau in der Umgebung
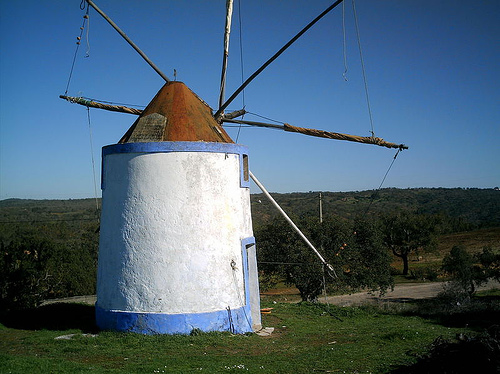
Melides Windmühle in der Umgebung
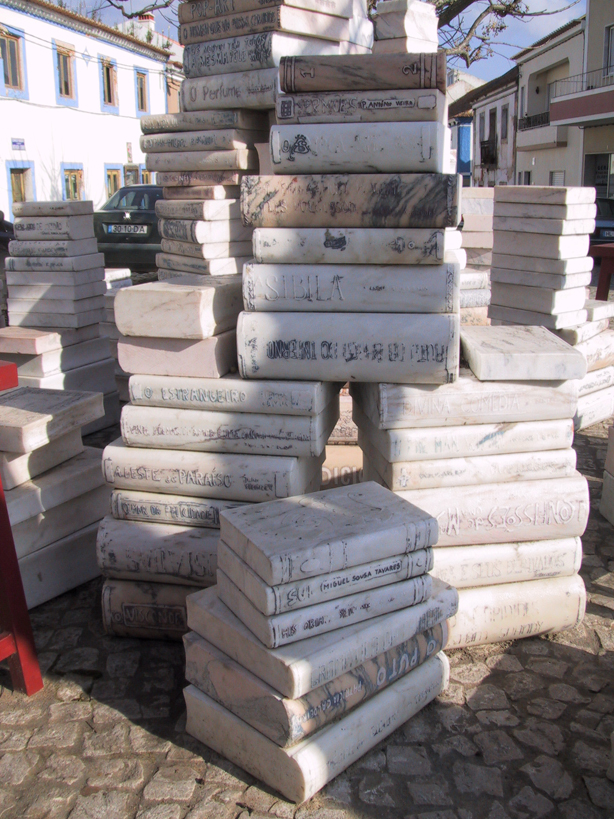
Melides Monument der Bücher aus Marmor

## Geschichte
In der Umgebung des Ortes Meldides in Vale Figueira findet sich ein keltisches Monument Casas Velhas, welches auf eine Besiedelung dieses Gebiets durch Kelten bereits in der Bronzezeit und Steinzeit vor 3000–4000 Jahren hinweist.
Am 26. September 1895 ging die Gemeinde von Melides vom Landkreis Santiago do Cacém an Grândola über.